# Arcadia Machine & Tool
Arcadia Machine & Tool, comumente abreviado para AMT, era um fabricante de armas de fogo de Irwindale, Califórnia. A empresa produziu várias armas, principalmente clones de armas de fogo existentes, mas feitas de aço inoxidável em vez de aço tradicional usado para a maioria das armas de fogo da época.

## Visão geral
A Arcadia Machine & Tool pediu concordata depois que seus produtos foram prejudicados por problemas de qualidade e confiabilidade, e os ativos e a marca foram adquiridos pela "Irwindale Arms Incorporated" (IAI). Mais tarde, em 1998, a "Galena Industries" de Sturgis, Dakota do Sul, comprou a empresa e produziu armas de fogo no estilo da AMT até 2001, quando a "Crusader Gun Company" (posteriormente "High Standard Manufacturing Company") de Houston, Texas a comprou.

## Produtos
Esses foram os produtos fabricados pela Arcadia Machine & Tool:
| - Auto Mag - AMT Baby AutoMag - AMT AutoMag II - AMT AutoMag III - AMT AutoMag IV - AMT AutoMag V - AMT AutoMag 440 - AMT Backup - AMT Hardballer - AMT On Duty - AMT Lightning pistol |  | - AMT Lightning 25/22 - AMT Magnum Hunter |